# 锐叶高山栎
锐叶高山栎（学名：Quercus tatakaensis）为壳斗科栎属下的一个种。

## 扩展阅读
- 維基物種上的相關：锐叶高山栎